# Camptoloma kishidai
Camptoloma kishidai is een vlinder uit de familie van de Uilen (Noctuidae). De wetenschappelijke naam van de soort is voor het eerst geldig gepubliceerd in 2005 door M. Wang & G.H. Huang.
Alleen het vrouwtje van de vlinder is beschreven. Deze heeft een spanwijdte van ongeveer 37 millimeter. De basiskleur van de voorvleugel is roodgeel. 
De soort komt voor in China in de provincie Guangdong.